# 尾崎旦
尾崎 旦（おざき たん、1889年（明治22年）1月17日 – 1932年（昭和7年）6月4日）は、日本の歴史家・実業家。陽明社の創始者。高知県出身。中岡慎太郎の伝記を日本で初めて著した歴史家・尾崎卓爾の兄。

## 来歴

### 生い立ち
1889年（明治22年）1月17日、尾崎旦爾（手島熊吉）の三男として高知県安芸郡北川村大字野川896番地に生まれる。初名は「旦子（たんし）」のち、「子」がつくことによって女子を間違われるのを避けて「旦（たん）」と改名した。母は尾崎旦信（折蔵）の長女・亀。
1908年（明治41年）旧制高知県立安芸中学校を卒業し、慶應義塾大学部理財科（現・慶應義塾大学経済学部）へ進学。東京市芝区三田へ下宿。1913年（大正2年）3月31日、同校卒業。1919年（大正8年）5月、公文為之助の長女・米猪（よねゐ）と婚姻。

### 陽明社の設立
東京市芝区金杉川口町24番地に、株式会社陽明社を創業し出版業を手掛ける。社名は陽明学の理念から名付けられた。
1927年（昭和2年）、自由党員・今幡西衛らによって、京都円山公園に、坂本龍馬、中岡慎太郎の銅像を建設する計画が提起され「坂本中岡両先生銅像建設会」が組織されるとこれに賛同。銅像建設資金を得るため、今幡らが『雋傑坂本先生伝』を執筆。尾崎旦の弟・尾崎卓爾 は自ら執筆した中岡慎太郎の伝記をさらに増補改訂し、同年12月30日、『中岡慎太郎先生』として陽明社から出版した。
1929年（昭和4年）3月5日、『台湾に於けるバナナ沿革史』を著し出版。
同年4月8日、父・尾崎旦爾が逝去したため、同5月7日家督相続を届出。
1930年（昭和5年）1月26日、今幡西衛の媒酌により板垣守正の長男・正を養子にむかえる。
1931年（昭和6年）肺結核に罹患し転地療法を行うため、養子・尾崎正を今幡西衛へ預け、郷里近くの高知県安芸郡西浜へ帰省。
1932年（昭和7年）6月4日死去。享年43歳。墓は高知県安芸郡北川村野川にある。
尾崎旦の家督は、同年8月7日、養子・正が相続した。

## 家族
- 祖父：尾崎旦信（折蔵）
  - 父：尾崎旦爾[1]
  - 母：尾崎旦信長女
    - 長兄：尾崎金馬
    - 本人：尾崎旦
    - 妻：公文為之助長女
      - 養子：尾崎正[2]

    - 弟：尾崎卓爾
    - 弟嫁：中越十次郎長女
      - 甥（弟の長男）：尾崎博俊
      - 甥（弟の次男）：尾崎博雅

## 著書
- 『台湾に於けるバナナ沿革史』尾崎旦著、陽明社（日本）、1929年（昭和4年）3月5日発行